# Zbigniew Raynoch

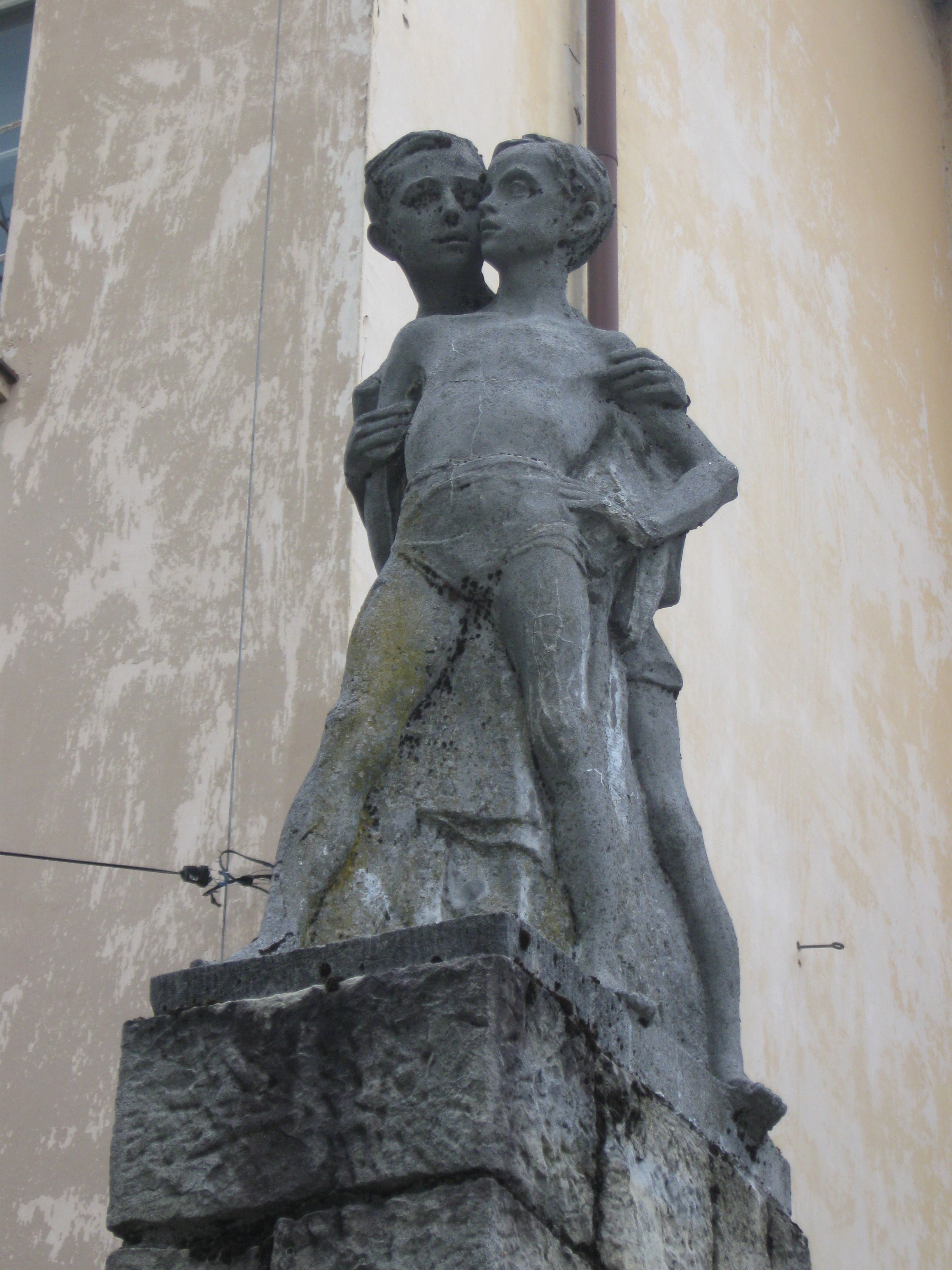
Rzeźba chłopców w Rabce-Zdroju z 1937

Władysław Zbigniew Raynoch (ur. 28 maja 1910 w Knihininie koło Stanisławowa, zm. 27 października 1944 w KL Auschwitz) – polski artysta rzeźbiarz.
W latach 1932–1937 studiował rzeźbę na Akademii Sztuk Pięknych w Krakowie. W 1937 wykonał 2 rzeźby dzieci do Szpitala Uzdrowiskowo-Rehabilitacyjnego Rodziny Kolejowej im. Aleksandry Piłsudskiej w Rabce. Należał do krakowskiego oddziału Związku Polskich Artystów Plastyków. Po wybuchu II wojny zaangażował się w działalność konspiracyjną i ruch oporu. Został aresztowany w 1942 i wywieziony do obozu Auschwitz numer obozowy 60746. W obozie dołączył do grona nielegalnie tworzących więźniów-artystów, takich jak Jerzy Adam Brandhuber, Bronisław Czech, Xawery Dunikowski dokumentujących obozowe życie.  W Muzeum KL Auschwitz przechowywany jest wisiorek dla zony Anny i krzyżyk dla syna nielegalnie wywiezione z obozu przez Austriaczkę Marię Stromberger, naczelną pielęgniarkę Czerwonego Krzyża i przekazane rodzinie Raynocha w Krakowie.  Na terenie obozu zaangażował się także w działalność ruchu oporu. Na  koniec października 1944 szykowano ucieczkę kilku wybitnych członków konspiracji więźniarskiej. Do ucieczki tej zostali wyznaczeni: Austriak Ernst Burger (nr 23850) z Grupy Bojowej Oświęcim oraz Polacy – Bernard Świerczyna, Czesław Duzel (nr 3702), Piotr Piąty (nr 130380) i Zbigniew Raynoch z AK. Razem z nimi miał uciekać współpracujący z konspiracją więźniarską esesman Frank – volksdeutsch z Łodzi. Niestety plan ucieczki został zdradzony przez SS-Rottenführera Johanna Rotha (volksdeutscha z Rumunii). Miał on wywieźć uciekinierów z obozu samochodem ciężarowym, którym przewożono brudną bieliznę do pralni w Bielsku, a następnie pozostawić ich na trasie w miejscowości Łęki-Zasole (około 7 km od Oświęcimia). 27 października 1944 roku uciekinierzy zgodnie z planem zostali ukryci w skrzyni w samochodzie ciężarowym, którego kierowcą był wspomniany Roth. Następnie samochód zajechał wprost pod blok nr 11, w podziemiach którego mieścił się areszt obozowy. Uciekinierzy, zorientowawszy się w sytuacji, próbowali jeszcze w samochodzie popełnić samobójstwo przez zażycie trucizny.  Dwóch z nich - Zbigniew Raynoch i Czesław Duzel - zmarli na miejscu, a pozostałych odratowano osadzono w bloku 11. 